# Ієн Джеймс Мартін
Ієн Джеймс Мартін (народився 2 жовтня 1971 р.) — шотландський політичний оглядач, письменник і оратор. Він веде щотижневу колонку для The Times і є співзасновником, редактором і видавцем Reaction — новинного сайту, який містить аналізи та думки про політику, економіку та культуру. Він колишній редактор The Scotsman і Scotland on Sunday і автор книг про фінансову кризу та лондонське Сіті.

## Життя і кар'єра
Він народився в Пейслі, закінчив Університет Глазго. Мартін працював репортером у Sunday Times Scotland (1993–97), політичним редактором Scotland on Sunday (1997–2000), політичним редактором The Scotsman (2000–01), заступником редактора Scotland on Sunday (2001), редактор The Scotsman (2001–04), редактор Scotland on Sunday (2004–06), заступник редактора Sunday Telegraph (2006) і голова коментарів Telegraph Media Group (2008–09). У 2016 році він заснував і є редактором  проринкового новинного сайту Reaction, який зосереджується на коментарях та аналізі політики, економіки та культури.
З 2009 по 2011 рік він був заступником редактора Wall Street Journal Europe, для якої він писав блог про політику. У 2011 році він на короткий час перейшов до газети Daily Mail, щоб писати щотижневу політичну колонку. Він був співзасновником і редактором CapX, сайту, запущеного лондонським Центром політичних досліджень у 2014 році. З початку 2017 року він веде щотижневу колонку в The Times.
Він є прихильником Brexit і вважає, що Найджелу Фаражу слід присвоїти звання перства.

## Праці
- Making it Happen: Fred Goodwin, RBS and the Men Who Blew Up the British Economy
- Crash Bang Wallop: the inside story of London's Big Bang and a financial revolution that changed the world[6]

### Про Україну
У статті It's time we talked about the fall of Kyiv в The Times Мартін пише: «Наслідки часткової або повної поразки Києва були б катастрофічними. Захід має посилити надання допомоги Україні, оскільки в разі її падіння наступною ціллю російського диктатора Володимира Путіна можуть стати країни Європи. …. Якби тільки Захід прислухався і зробив більше, коли відважні українці благали про допомогу, це могло б змінити ситуацію.» Він наголосив, що виступає «за максимальну військову підтримку на основі того, що Україна має перемогти. Наслідки часткової або повної поразки Києва були б катастрофічними.» Але, за його словами, на «комфортному Заході», далеко від лінії фронту, є «одна лінива звичка — приймати бажане за дійсне та бути неготовими до неприємних сюрпризів.»